# دریاچه آب شور کویاشسکویه
دریاچه آب شور کویاشسکویه (انگلیسی: Koyashskoye Salt Lake) یک دریاچه آب شور در میان شبه‌جزیره کرچ و شبه‌جزیره کریمه است.